# Onderscheiding voor Trouwe Dienst (Oldenburg)
De Onderscheiding voor Trouwe Dienst van Oldenburg, in het Duits "Dienstauszeichnung für 9, 12 oder 18 Dienstjahre" geheten verving in 1867 het oudere verguld bronzen "Gouden Kruis voor Vijfentwintig Dienstjaren als Officier. Deze "Dienstauszeichnung" was een kleine gesp, in het Duits een "Schnalle" geheten, op een rechthoekig stukje lint van de Huisorde en Orde van Verdienste van Hertog Peter Friedrich Ludwig. Men bevestigde het ereteken midden op de borst zoals ook het oudere Onderscheidingsteken voor Langdurige Dienst als officier zoals dat van 1844 tot 1852 werd gedragen in Nederland. Men droeg de onderscheiding steeds op deze wijze en niet als baton. Als miniatuur kreeg de Dienstauszeichnung de vorm van een gespje aan een kleine ketting.
Er waren in Oldenburg de volgende Dienstauszeichnungen:
- Onderscheiding voor Trouwe Dienst der Ie Klasse voor 18 Dienstjaren (Duits: "Dienstauszeichnung I.Klasse für 18 Dienstjahre")

De gesp was van verguld zilver
- Onderscheiding voor Trouwe Dienst der IIe Klasse voor 12 Dienstjaren (Duits: "Dienstauszeichnung II.Klasse für 18 Dienstjahre")

De gesp was van zilver
- Onderscheiding voor Trouwe Dienst der IIIe Klasse voor 9 Dienstjaren (Duits: "Dienstauszeichnung III.Klasse für 18 Dienstjahre")

De gesp was van ijzer en zilver
zie ook:
- De Onderscheiding voor Langdurige Dienst in de Gendarmerie in de vorm van kruisen en medailles.

Toen de Oldenburgse monarchie in 1918 viel verdween ook het Dienstauszeichen.